# Criminal Law Amendment Act
Il Criminal Law Amendment Act, o "L'Atto di disporre ulteriori norme per la Protezione delle Donne e delle Ragazze, la soppressione dei bordelli, e altri propositi " era un atto del parlamento del Regno Unito, l'ultimo di una serie di legislazioni del Regno Unito della Gran Bretagna e dell'Irlanda iniziata venticinque anni prima con l'Atto delle offese contro la persona 1861 (The Offences against the Person Act 1861), che alzava l'età del consenso e delineava le pene per i reati sessuali verso donne e minori; inoltre rafforzava la legge già esistente contro la prostituzione e recriminava l'omosessualità maschile.

## Sezione 11
Nella sera del 6 agosto 1885, Henri Labouchere introdusse un'altra clausola. Essa prevedeva una pena detentiva di non più di due anni, con o senza lavori forzati, per ogni uomo colpevole di atti osceni con un altro uomo, sia in pubblico che in privato. Non fu data nessuna definizione di cosa esattamente costituisse gli "atti osceni", siccome la moralità vittoriana esitava a dare precise descrizioni su attività considerate immorali. In pratica, con atti osceni si intendeva qualsiasi comportamento omosessuale eccetto la reale sodomia, che rimase un crimine più serio e separato.